# Siebe Horemans
Siebe Horemans (Gante, Bélgica, 2 de junio de 1998) es un futbolista belga que juega de defensa en el F. C. Utrecht de la Eredivisie.

## Trayectoria
Es un exponente juvenil del K. A. A. Gante. Debutó con la selección absoluta el 4 de agosto de 2016 en la Liga Europa de la UEFA contra el FC Viitorul Constanța. El entrenador del Gent Hein Vanhaezebrouck le dio un puesto en su equipo titular. Debutó en la liga nacional ese mismo mes, el 21 de agosto, en el partido en casa contra el KVC Westerlo, que ganó por 4-2.
El 31 de enero de 2017 el K. A. A. Gante anunció que él, junto con Lucas Schoofs, fue enviado a préstamo al club de segunda división Oud-Heverlee Leuven por el resto de la temporada para adquirir experiencia en el primer equipo.
Al inicio de la temporada 2017-18 regresó al K. A. A. Gante. Su contrato también se amplió dos años más, hasta 2020. A principios de 2018 sufrió una lesión del ligamento cruzado anterior, que requirió una intervención quirúrgica y le dejó fuera de juego durante seis meses.
En la temporada 2018-19 jugó cedido en el Excelsior Róterdam de la Eredivisie. Tras una larga lesión, debutó con el club el 3 de febrero de 2019 en un derbi de Rotterdam contra el Feyenoord, que se saldó con una sorprendente victoria por 2-1. Disputó 11 partidos totales con el club esa temporada debido a una persistente lesión, mientras que el Excelsior sufrió el descenso a la Eerste Divisie. Fue fichado con un contrato permanente en julio de 2019.

## Selección nacional
Jugó en varias selecciones juveniles de Bélgica. Formó parte de la selección nacional sub-17 en el Campeonato Europeo Sub-17 de la UEFA 2015, pero no llegó a participar.

## Estadísticas

### Clubes
Actualizado al último partido disputado el 8 de noviembre de 2024.
| Club                              | Div.          | Temporada     | Liga  | Liga  | Copas nacionales | Copas nacionales | Copas internacionales | Copas internacionales | Total | Total |
| Club                              | Div.          | Temporada     | Part. | Goles | Part.            | Goles            | Part.                 | Goles                 | Part. | Goles |
| --------------------------------- | ------------- | ------------- | ----- | ----- | ---------------- | ---------------- | --------------------- | --------------------- | ----- | ----- |
| K. A. A. Gante · Bélgica          | 1.ª           | 2016-17       | 1     | 0     | 0                | 0                | 1                     | 0                     | 2     | 0     |
| Oud-Heverlee Leuven · Bélgica     | 2.ª           | 2016-17       | 7     | 1     | 0                | 0                | ―                     | ―                     | 7     | 1     |
| Oud-Heverlee Leuven · Bélgica     | Total club    | Total club    | 7     | 1     | 0                | 0                | 0                     | 0                     | 7     | 1     |
| K. A. A. Gante · Bélgica          | 1.ª           | 2017-18       | 1     | 0     | 0                | 0                | ―                     | ―                     | 1     | 0     |
| K. A. A. Gante · Bélgica          | Total club    | Total club    | 2     | 0     | 0                | 0                | 1                     | 0                     | 3     | 0     |
| Excelsior Róterdam · Países Bajos | 1.ª           | 2018-19       | 11    | 0     | 0                | 0                | ―                     | ―                     | 11    | 0     |
| Excelsior Róterdam · Países Bajos | 2.ª           | 2019-20       | 25    | 0     | 1                | 0                | ―                     | ―                     | 26    | 0     |
| Excelsior Róterdam · Países Bajos | 2.ª           | 2020-21       | 38    | 2     | 4                | 1                | ―                     | ―                     | 42    | 3     |
| Excelsior Róterdam · Países Bajos | 2.ª           | 2021-22       | 42    | 1     | 2                | 0                | ―                     | ―                     | 44    | 1     |
| Excelsior Róterdam · Países Bajos | 1.ª           | 2022-23       | 34    | 3     | 2                | 0                | ―                     | ―                     | 36    | 3     |
| Excelsior Róterdam · Países Bajos | 1.ª           | 2023-24       | 38    | 3     | 3                | 1                | —                     | —                     | 41    | 4     |
| Excelsior Róterdam · Países Bajos | Total club    | Total club    | 188   | 9     | 12               | 2                | 0                     | 0                     | 200   | 11    |
| F. C. Utrecht · Países Bajos      | 1.ª           | 2024-25       | 11    | 0     | 1                | 0                | —                     | —                     | 12    | 0     |
| F. C. Utrecht · Países Bajos      | Total club    | Total club    | 11    | 0     | 1                | 0                | 0                     | 0                     | 12    | 0     |
| Total carrera                     | Total carrera | Total carrera | 208   | 10    | 13               | 2                | 1                     | 0                     | 222   | 12    |